# Starring Rosi
Starring Rosi — пятый альбом группы краут-рока Ash Ra Tempel, выпущенный в 1973 году.
Из группы ушёл постоянный член Хармут Энке, в итоге почти на всех инструментах играет Мануэль Геттшинг, на барабанах ему помогает Харалд Гросскопф из группы Wallenstein.

## Характеристика
Считается, что этот альбом стал поворотным в карьере Геттшинга. Он уходит о традиционных протяжных джемов предыдущих альбомов и берет на вооружение более плотные песенные структуры.
Альбом предложил больше вокала Рози Мюллер и стал демонстрацией виртуозного гитарного мастерства Геттшинга в широком диапазоне стилей, включая экспериментальный рок («Laughter Loving»), сказочный акустический поп («Day Dream») и космическую философию («Interplay of Forces»). Хотя немного отдает школьным уроком, на котором Геттшинг показывает мастерство игры в различных стилях, альбом в целом получился на удивление хорошим.

## Список композиций
1. «Laughter Loving» (Геттшинг) — 8:00
2. «Day-Dream» (Геттшинг, Мюллер) — 5:21
3. «Schizo» (Геттшинг) — 2:47
4. «Cosmic Tango» (Геттшинг, Мюллер) — 2:06
5. «Interplay Of Forces» (Геттшинг, Мюллер) — 8:58
6. «The Fairy Dance» (Геттшинг) — 3:07
7. «Bring Me Up» (Геттшинг, Мюллер) — 4:33

## Состав музыкантов
Мануэль Геттшинг — гитара, вокал, акустические гитары, электрическое фортепиано, меллотрон, синтезатор, конга
Рози Мюллер (указана как Рози) — голос и вокал, вибрафон, концертная арфа, тексты
Харалд Гросскопф — барабаны
Дитер Диркс — бас